# Vilde Bøe Risa
Vilde Bøe Risa, née le 13 juillet 1995, est une footballeuse internationale norvégienne, qui joue au poste de milieu de terrain à l'Atlético de Madrid.

## Biographie

### Parcours en club
Elle est demi-finaliste de la Coupe de Norvège en 2012 et 2017 avec l'équipe d'Arna-Bjørnar. Elle se classe par ailleurs avec ce club troisième du championnat de Norvège en 2012, 2013, 2014 et enfin 2018.
En septembre 2023, Vilde Bøe Risa quitte l'Angleterre pour l'Espagne en étant transférée au Club Atlético de Madrid avec un contrat d'une saison. En même temps, l'Espagnole Irene Guerrero fait le trajet inverse.

### Parcours en équipe nationale
Après avoir écumé les différentes sélections de jeunes, Vilde reçoit sa première sélection en équipe nationale A le 19 septembre 2016, face à Israël (victoire 5-0). C'est lors de cette rencontre qu'elle marque son premier but à la 71e minute, soit seulement six minutes après être entrée sur le terrain.
Le 2 mai 2019, elle est appelée pour disputer la Coupe du monde 2019 organisée en France.